# Jane Lapotaire
Jane Elizabeth Marie Lapotaire, nata Burgess (Ipswich, 26 dicembre 1944), è un'attrice britannica.

## Biografia
Originaria di Ipswich (Suffolk), si è formata negli anni '60 presso la Old Vic Theatre School di Bristol. Verso la fine degli anni '70 ha lavorato in teatro con Howard Davies e altri registi. Nei primi anni '80 si è spostata per lavorare a Broadway.
Dal 1974 al 1980 è stata sposata con Roland Joffé, dalla cui unione, nel 1973, è nato Rowan Joffé.
Nel 1981 ha vinto il Tony Award nella categoria miglior attrice protagonista in uno spettacolo per Piaf, in cui interpreta appunto Édith Piaf.

## Filmografia parziale

### Cinema
- Crescendo... con terrore (Crescendo), regia di Alan Gibson (1970)
- Sadismo (Performance), regia di Donald Cammell e Nicolas Roeg (1970)
- All'ombra delle piramidi (Antony and Cleopatra), regia di Charlton Heston (1972)
- The Asphix (The Asphyx), regia di Peter Newbrook (1972)
- Il mistero del dinosauro scomparso (One of Our Dinosaurs is Missing), regia di Robert Stevenson (1975)
- Eureka, regia di Nicolas Roeg (1983)
- Lady Jane, regia di Trevor Nunn (1986)
- Surviving Picasso, regia di James Ivory (1996)
- Big Fish - Sparando al pesce (Shooting Fish), regia di Stefan Schwartz (1997)
- Jimmy Grimble (There's Only One Jimmy Grimble), regia di John Hay (2000)
- Rebecca, regia di Ben Wheatley (2020)

### Televisione
- Sherlock Holmes  - serie TV, 1 episodio (1968)
- Jason King - serie TV, 1 episodio (1971)
- Poliziotti in cilindro: i rivali di Sherlock Holmes (The Rivals of Sherlock Holmes) - serie TV, 1 episodio (1971)
- Callan - serie TV, 1 episodio (1972)
- Van der Valk - serie TV, 1 episodio (1973)
- Crown Court - serie TV, 3 episodi (1973)
- Edoardo VII principe di Galles (Edward the Seventh) - serie TV, 6 episodi (1975)
- Marie Curie - serie TV, 5 episodi (1977)
- The Devil's Crown - film TV (1978)
- Antonio e Cleopatra - film TV (1981)
- Macbeth - film TV (1983)
- Assassinio nello spazio (Murder in Space) - film TV (1985)
- Napoleone e Giuseppina (Napoleon and Josephine: A Love Story) - film TV (1987)
- Casualty - serie TV, 3 episodi (1996-2009)
- L'ispettore Barnaby (Midsomer Murders) - serie TV, episodio 4x04 (2001)
- Downton Abbey - serie TV, 1 episodio (2014)
- The Crown - serie TV, 2 episodi (2019)
- L'ispettore Dalgliesh (Dalgliesh) – serie TV, episodi 1x05-1x06 (2021)
- The Burning Girls, regia di Charles Martin e Kieron Hawkes – miniserie TV (2023)
- Il giovane ispettore Morse (Endeavour) - serie TV, episodio 9x01 (2023)

## Teatrografia parziale
- Re Giovanni di William Shakespeare (1963)
- Pericle, principe di Tiro di William Shakespeare (1964)
- Peer Gynt di Henrik Ibsen (1965)
- Misura per misura di William Shakespeare (1965)
- Il giardino dei ciliegi di Anton Čechov (1965)
- La professione della signora Warren di George Bernard Shaw (1966)
- Spirito allegro di Noël Coward (1967)
- La via del mondo di William Congreve (1967)
- Il ritorno a casa di Harold Pinter (1967)
- Danza di morte di August Strindberg (1967)
- Edipo re di Sofocle (1968)
- Pene d'amor perdute di William Shakespeare (1968)
- Il diavolo bianco di John Webster (1969)
- Il mercante di Venezia di William Shakespeare (1970)
- La bisbetica domata di William Shakespeare (1970)
- Misura per misura di William Shakespeare (1971)
- La dodicesima notte di William Shakespeare (1974)
- Macbeth di William Shakespeare (1974)
- Zio Vanja di Anton Čechov (1974)
- Come vi piace di William Shakespeare (1976)
- Un mese in campagna di Ivan Turgenev (1976)
- La duchessa di Amalfi di John Webster (1977)
- Piaf di Pam Gems (1978-1981)
- Il racconto d'inverno di William Shakespeare (1978)
- Antigone di Sofocle (1984)
- Santa Giovanna di George Bernard Shaw (1985)
- Amleto di William Shakespeare (1991)
- Spettri di Henrik Ibsen (1992)
- Enrico VIII di William Shakespeare (1996)
- Master Class di Terrence McNally (1999)
- Riccardo II di William Shakespeare (2013)
- Enrico V di William Shakespeare (2014)